# 格勒诺布尔有轨电车C线
格勒诺布尔有轨电车C线（法語：Ligne C du tramway de Grenoble）是法国东南部城市格勒诺布尔的一条有轨电车线路，全长9.4公里，最初于2006年5月开通。

## 历史
因A线和B线在开通后带来了迅速上升的客流，C线计划在20世纪90年代末被提出。根据一系列的规划研究，C线的建设最终于2003年确定并随即开工，2006年5月20日正式投入运营。

## 路线
格勒诺布尔有轨电车C线大致呈东西走向，途径四个市镇，横跨德拉克河（法語：Le Drac）及格勒诺布尔老城区的南部，全长9.4公里，共设有19个车站。全线均为复线接触网式线路。

## 运营
格勒诺布尔有轨电车C线的运营时间为每天4:45至次日凌晨2:13（周日及节假日为5:55至次日2:06），高峰期最低间隔约为4分钟一班，全程运行时间大约为34分钟，商业运行速度约为每小时17.6公里，不分大小交路运行。
2015年，格勒诺布尔有轨电车C线的搭载乘客总数量为979万人次，平均每天每公里约2853人次，在格勒诺布尔有轨电车线路网中排名第三，次于A线和B线。

## 车型
格勒诺布尔有轨电车C线包括法兰西标准有轨电车和阿尔斯通 Citadis 402型有轨电车两种，共18列列车。

## 车辆所
C线的车辆所为"耶尔"（Gières），位于B线的东端终点站耶尔体育公园附近。
尽管C线的东端终点为孔迪亚克-大学（Condillac Universités），但因其车辆所位于耶尔境内，因此C线的部分班次也会延伸至B线的东端终点站耶尔体育公园。

## 站点设置
| 格勒诺布尔有轨电车C线线路表 |                                                   |              |                   |
| 车站名称                    | 站台类型                                          | 所在市镇     | 可换乘线路        |
| 塞桑-棱镜                   | 双侧式站台                                        | 塞桑         | C6 · 21 · 49      |
| 岛丘                        | 双侧式站台                                        | 塞桑         |                   |
| 大牧场                      | 双侧式站台                                        | 塞西内帕里塞 | _ C6              |
| 训隼者                      | 双侧式站台                                        | 塞西内帕里塞 |                   |
| 塞西内帕里塞-市政厅         | 岛式站台                                          | 塞西内帕里塞 | C6 · 20 _ 19      |
| 瓦列-卡塔讷                 | 双侧式站台                                        | 格勒诺布尔   | C5 · 26           |
| 瓦列-卡勒梅特医生           | 双侧式站台                                        | 格勒诺布尔   | 12                |
| 瓦列-自由                   | 双侧式站台                                        | 格勒诺布尔   | E · 25 · 26       |
| 佛煦·费里耶                 | 双侧式站台                                        | 格勒诺布尔   | C3 · 25           |
| 居斯塔夫·里韦               | 双侧式站台                                        | 格勒诺布尔   | 16                |
| 沙旺                        | 双侧式站台 （和A同台同线）                        | 格勒诺布尔   | A · C1 · C4 · 13  |
| 格勒诺布尔市政府            | 双侧式站台                                        | 格勒诺布尔   | C1 _ 12 · 14 · 15 |
| 弗朗德兰-瓦尔密             | 双侧式站台                                        | 格勒诺布尔   | 14 · 15           |
| 佩里·布罗索莱特             | 岛式站台                                          | 圣马丁代尔   | 15                |
| 内尔比克-贝勒多讷           | 双侧式站台 （和D同台同线）                        | 圣马丁代尔   | D · 15            |
| 埃克托尔·贝尔利奥茨-大学    | 双侧式站台                                        | 圣马丁代尔   |                   |
| 加布里耶勒·福雷             | 双侧式站台 （和B同台同线）                        | 圣马丁代尔   | B                 |
| 大学图书馆                  | 双侧式站台 （和B同台同线）                        | 圣马丁代尔   | B · C5 · C7 · 23  |
| 圣马丁代尔-孔迪亚克大学     | 三台侧式站台 （上行和B同台同线，下行和B同台异线） | 圣马丁代尔   | B                 |
| 1.                          |                                                   |              |                   |